# Conospermum incurvum
Conospermum incurvum es un arbusto originario de Australia Occidental.

## Descripción
Crece como un arbusto postrado poco ramificada, los tallos densamente cubiertos de hojas finas y puntiagudas de 7 a 30 mm de largo y 0,5 a 0,8 milímetros de ancho. Aunque postrado, tiene tallos erectos florales que le dan una altura de hasta un metro. Las flores son de color blanco o gris, y ocurren en alargadas panículas.

## Distribución y hábitat
Se encuentra en las arenas ondulantes de color blanco, gris o amarillo  sobre laterita, que van desde Eneabba al sur a Perth. Por lo tanto, se produce principalmente en la Swan Coastal Plain and Geraldton Sandplains. También hay algunas poblaciones periféricas en Avon Wheatbelt y Jarrah, y una sola población en Esperance Plains región al norte de Albany.

## Taxonomía
Conospermum incurvum fue descrito por John Lindley y publicado en Appendix to the first . . . A Sketch of the Vegetation of the Swan River Colony.... 30. 1839.
Etimología
Conospermum: nombre genérico que deriva de las palabras griegas:
conos = "cono" y spermum = "semilla", con referencia a la forma de la núcula.
incurvum: epíteto latíno que significa "curvada".